# Parablennius cornutus
Parablennius cornutus es una especie de pez de la familia Blenniidae en el orden de los Perciformes.

## Morfología
Los machos pueden llegar alcanzar los 15 cm de longitud total.

## Distribución geográfica
Se encuentra desde el norte de Namibia hasta Sodwana Bay (Sudáfrica).